# كريستوفر غيلبرت
كريستوفر غيلبرت (بالإنجليزية: Christopher Gilbert)‏ هو شاعر أمريكي، ولد في 1 أغسطس 1949 في برمنغهام في الولايات المتحدة، وتوفي في 5 يوليو 2007.